# 今川範主
今川 範主（いまがわ のりぬし）は、江戸時代中期の高家旗本。今川家17代当主。

## 生涯
高家旗本品川伊氏の次男。宝永7年（1710年）11月28日、13歳で将軍徳川家宣に御目見する。
正徳2年（1712年）、本家今川家を継いでいた兄範高の末期養子となり、5月26日に家督を相続した。表高家に列した。
享保13年（1728年）6月28日に死去、享年31。

## 系譜
直房以来、親族からの養子による継承を重ねてきた今川家だったが、以後は幕末の範叙まで範主の男系子孫によって継承されることになる。一方、長男と次男を今川家の継嗣に送り出した品川家は、三男の範増の夭折によって一旦断絶することになる。
範主に正室はいないが、側室は少なくとも2人いた。身分が低いなどの理由で正室に立てられなかったものと推測されている。
3男2女がおり、長男範彦が家督を継いだ。次男松平勝文は旗本松平勝秀（500石）の養子となっている。長女は大番士赤井林幸（550石）に嫁いだが、のちに離婚した。三男義泰は範彦の養子として家督を継ぐ。次女は御小姓稲垣正庸（600石）の妻となった。